# Marshall McFadden
Marshall Maquel McFadden (Lamar, 4 agosto 1986) è un giocatore di football americano statunitense che gioca nel ruolo di linebacker per i Toronto Argonauts della Canadian Football League (CFL). Al college giocò a football alla South Carolina University.

## Carriera universitaria
Nei suoi 4 anni con i South Carolina Bulldogs vinse il seguente premio:
- Second-team All-MEAC:1

2008

## Carriera professionistica

### Pittsburgh Steelers
McFadden firmò come riserva futura il 18 gennaio 2012 con i Pittsburgh Steelers, dopo non esser stato scelto al draft NFL 2011. Il 31 agosto venne svincolato per poi firmare il giorno seguente con la squadra d'allenamento. Il 15 novembre venne promosso in prima squadra, debuttando come professionista il 18 dello stesso mese contro i Baltimore Ravens. Due giorni dopo venne svincolato per poi esser inserito nuovamente nella squadra d'allenamento. Chiuse la stagione da rookie scendendo una volta solo in campo con un tackle.

### Oakland Raiders
Il 2 settembre 2013 firmò con gli Oakland Raiders. Chiuse la stagione giocando 4 partite con 2 tackle.

## Vittorie e premi
Nessuno

## Statistiche
| Partite totali          | 5   |
| Partite da titolare     | 0   |
| Tackle totali           | 3   |
| Sack                    | 0,0 |
| Intercetti              | 0   |
| Touchdown su intercetti | 0   |
| Fumble forzati          | 0   |
| Fumble recuperati       | 0   |
| Passaggi deviati        | 0   |
| Penalità fatte          | 0   |

Statistiche aggiornate al 4 febbraio 2014